# Yo decido
Yo decido es el sexto álbum de estudio de la cantante española María Isabel. Fue lanzado el 27 de noviembre de 2015 solamente en España, a través de Piros Digital y Nueva Generación de Artistas, respectivamente. Es el primer álbum de la cantante en ser lanzado de forma independiente después de su salida de Universal Music. El primer sencillo se lanzó el 30 de octubre de 2015 y lleva como nombre "La Vida Solo Es Una".

## Antecedentes y desarrollo
En el año 2010 María Isabel comento en el programa familiar español Menuda Noche su interés por grabar un nuevo álbum y que este saldría a la luz en el 2011. Esto, tras haber lanzado en el 2009 un álbum con Los Lunnis en el cual se incluían 3 temas de la artista. Dicho álbum fue el último con su antigua casa discográfica Universal Music. Nuevamente en ese año María Isabel al ser invitada en el Festival de la Canción de Eurovisión Junior 2010 hablo en una entrevista sobre sus planes de grabar y lanzar un nuevo álbum para el 2011 con canciones más maduras, pero esto nunca sucedió debido a la pausa de la artista para la finalización de sus estudios. No fue hasta principios de 2014 cuando en una entrevista con EFE y como retorno a la vida pública, María Isabel comento nuevamente su interés por regresar a la música y sobre sus planes en la vida profesional. En Júnio de ese mismo año María Isabel publicó una foto en sus redes sociales con su productora de siempre Mar de Pablos y comenzó a especularse su retorno a la música con la grabación de un nuevo álbum. 

## Grabación
El disco fue grabado en el estudio propio de David Santisteban "Le Goliat" en Madrid entre los meses de febrero y abril de 2015. Fue post-producido y masterizado en distintos estudios de Milán y Madrid.

## Promoción, lanzamiento y concepto
El 15 de octubre de 2015, María Isabel anuncio vía Twitter que su nuevo sencillo "La vida solo es una" con el cual regresaba a la música ya se encontraba sonando en las principales radios de Andalucía, posteriormente se anunció que el sencillo sería lanzado en todas las plataformas digitales y a nivel mundial el día 30 de octubre de 2015 junto con el Video Musical.
 Durante el mes de octubre y Noviembre de ese mismo año María Isabel se encuentra haciendo promoción en las principales radios y programas televisivos de España y anuncia de manera oficial que el disco que lleva por título "Yo decido" será lanzado el día 27 de Noviembre. "Yo decido" tiene un estilo y concepto completamente diferente a sus álbumes anteriores, en el cual experimenta con el famoso estilo Electro latino que es el que esta más presente en el álbum pero sin dejar atrás el Pop Flamenco que la caracteriza en un tema "Cuarentena", además de incluir Baladas y tener líricas más maduras acorde a su edad y pensamientos.

## Lista de canciones
1. La vida solo es una
2. Yo decido
3. El brillo de la luna
4. Tu mundo
5. Dime si es el alma
6. Confío en ti
7. Like
8. Por la distancia
9. Cuarentena
10. Sale el sol (Bonus Track)

## Sencillos
- La vida solo es una
- Yo decido
- Cuarentena

## Historial de lanzamiento
| País         | Fecha                   | Formato              | Discográfica                                |
| ------------ | ----------------------- | -------------------- | ------------------------------------------- |
| España       | 27 de noviembre de 2015 | CD, descarga digital | Piros Digital, Nueva Generación de Artistas |
| Mundialmente | 27 de noviembre de 2015 | Descarga digital     | Piros Digital, Nueva Generación de Artistas |